# Volvo Concept Coupé
Das Volvo Concept Coupé ist ein Konzeptfahrzeug des Automobilherstellers Volvo, das 2013 auf der Internationalen Automobil-Ausstellung vorgestellt wurde.
Die Bedeutung des Fahrzeugs liegt in den neuen Designelementen, die seit 2015 in allen Volvo und Polestar-Fahrzeugen wiederkehren, insbesondere die ähnlich Thors Hammer gestalteten LED-Tagfahrlichter. Die seitliche Linienführung findet sich auch im Ende 2013 vorgestellten Concept XC Coupé. Das erste Fahrzeug der Marke Polestar, der Polestar 1, ist direkt vom Volvo Concept Coupé abgeleitet. Auch die Gestaltung der Armaturentafel mit Touchscreen über der Mittelkonsole floss in Serienfahrzeuge, beispielsweise den Volvo XC90, ein. Das Concept Coupé verantwortete Thomas Ingenlath, der 2012 als Design-Direktor zur Volvo Car Corporation gewechselt hatte. Nach seiner Aussage stammt die Inspiration für das Fahrzeug aus dem Volvo P1800, der etwa 1960 gestaltet worden war.
Die Concept Coupé ist ein Plug-in-Hybrid mit Zweiliter-Vierzylinder-Verbrennungsmotor (T6) mit einem Kompressor und einem Turbolader, der so etwa 222 kW (302 PS) leistet, sowie einem Elektromotor an der Hinterachse. Dadurch ergeben sich eine Leistung von rund 294 kW (400 PS) und ein Drehmoment von über 600 Nm.

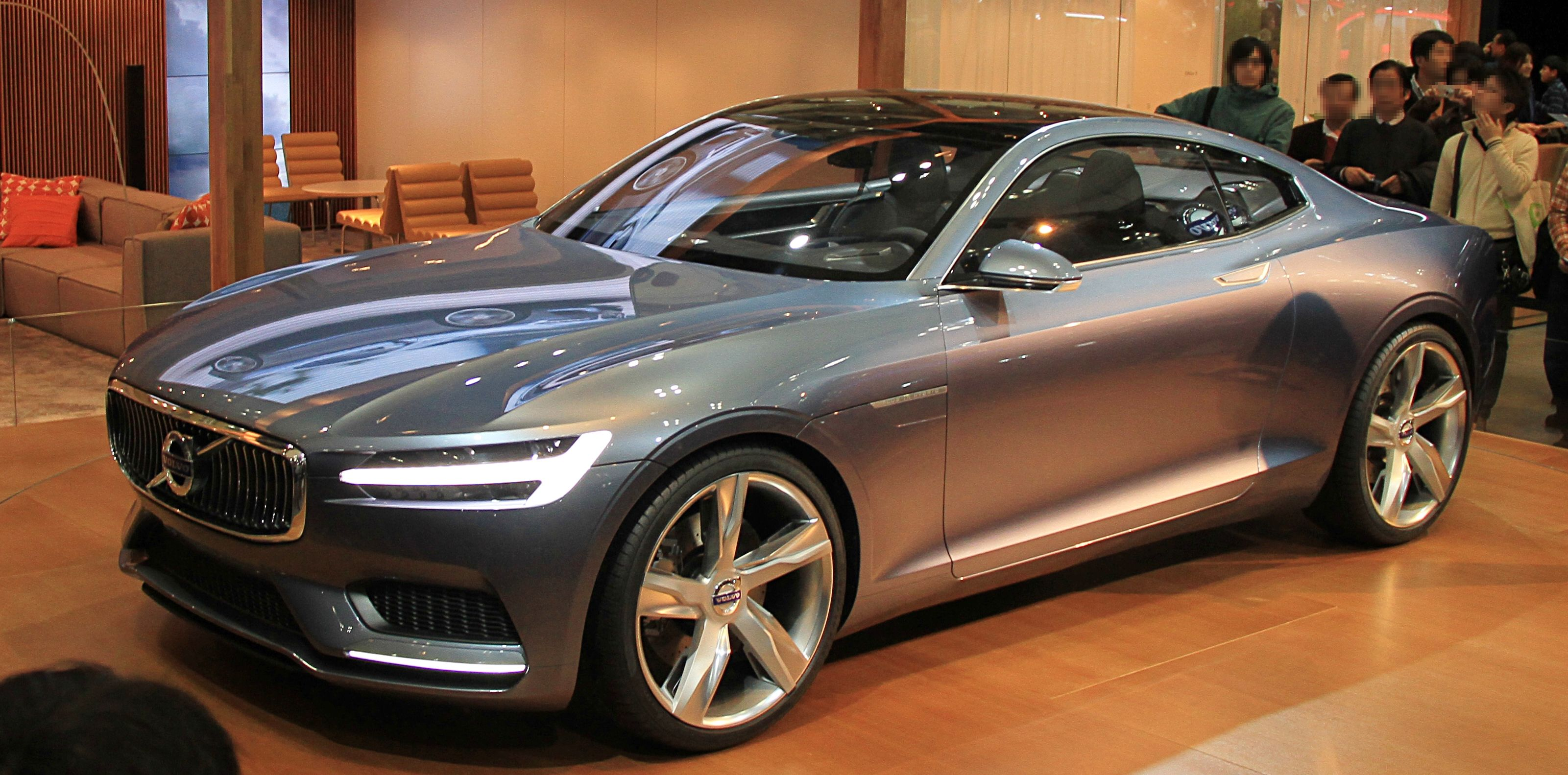
Volvo Concept Coupé
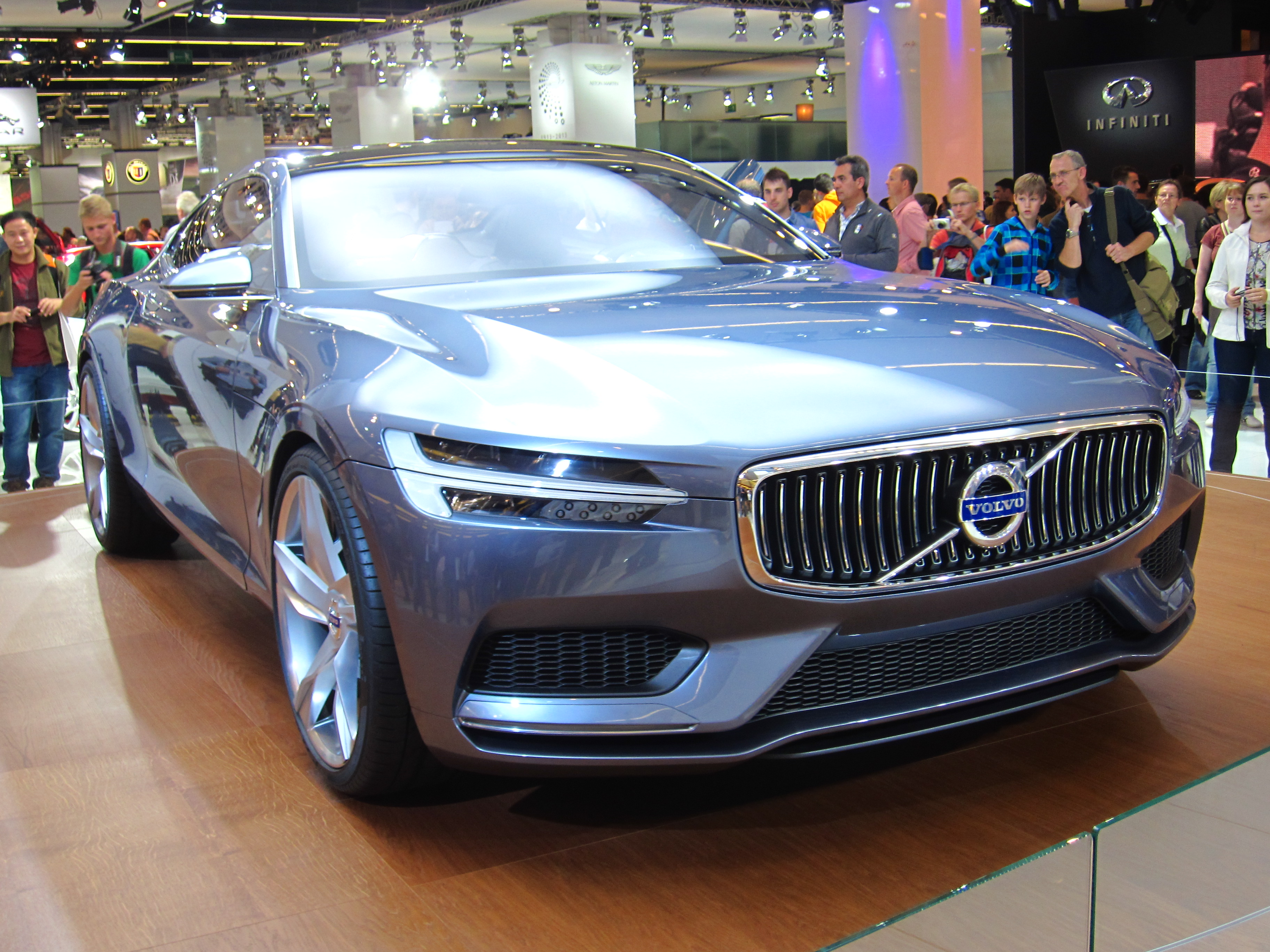
Volvo Concept Coupé, rechte Seite
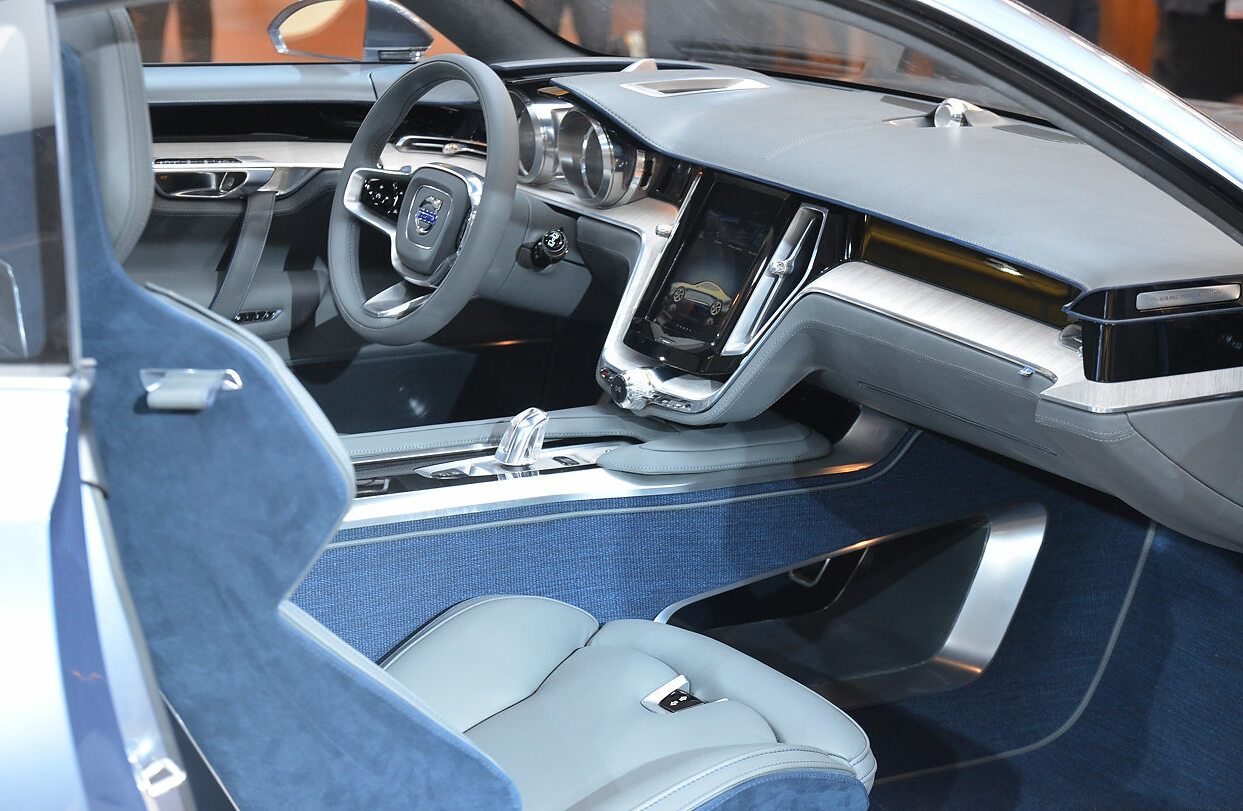
Volvo Concept Coupé, Innenraum
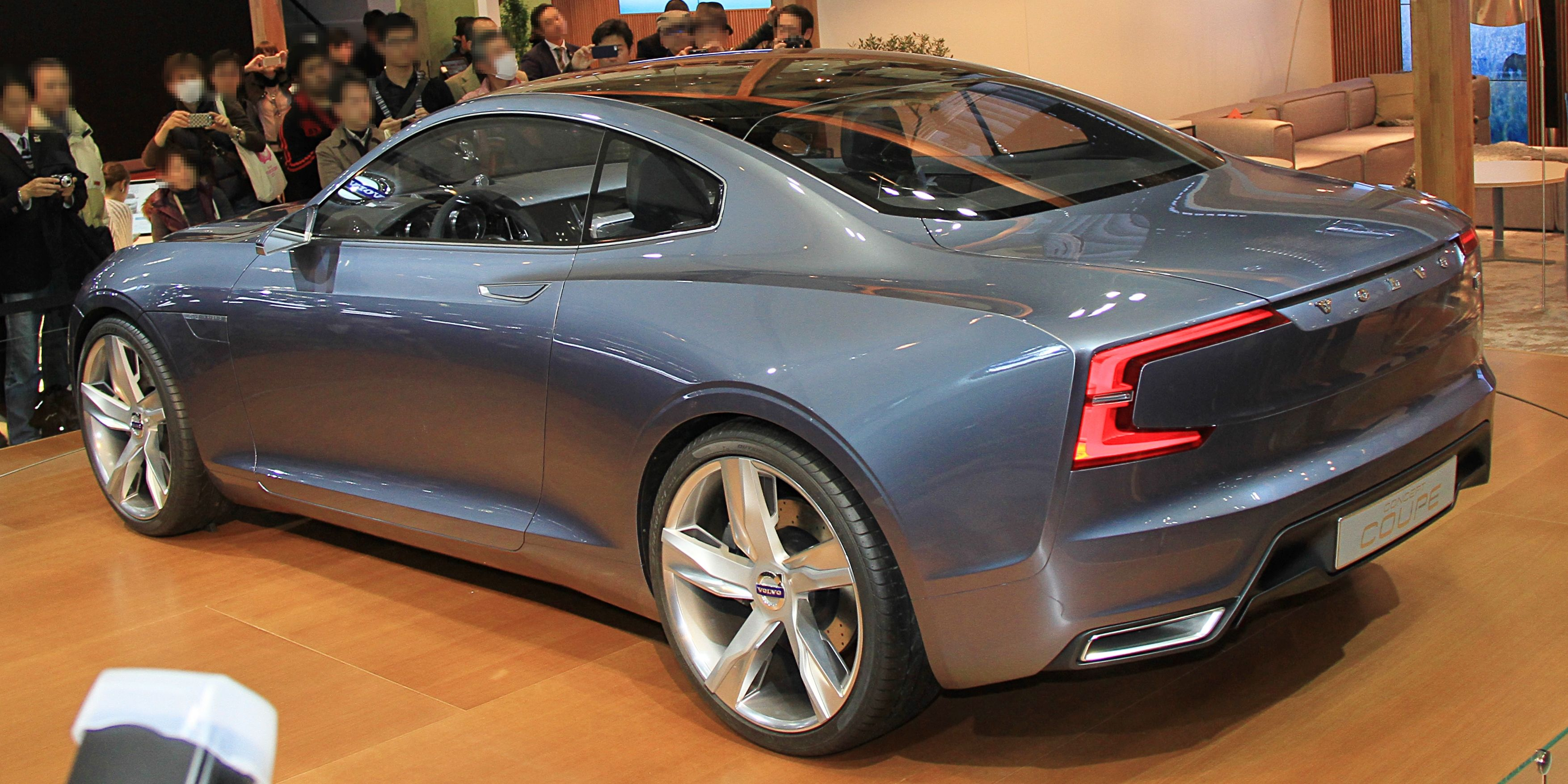
Concept Coupé, Heckseitenansicht
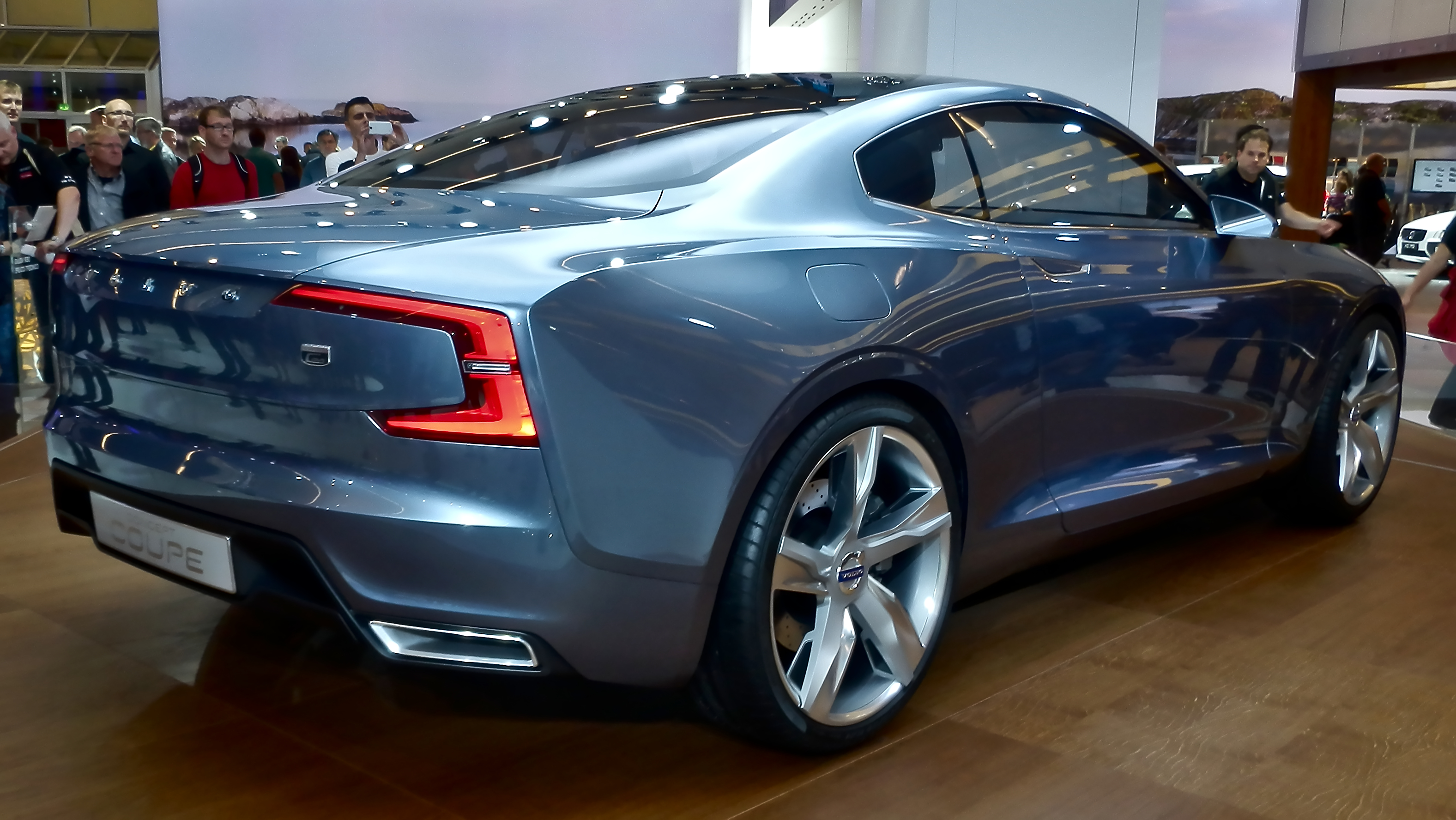
Concept Coupé, Heckseitenansicht rechts

## Anwendungen

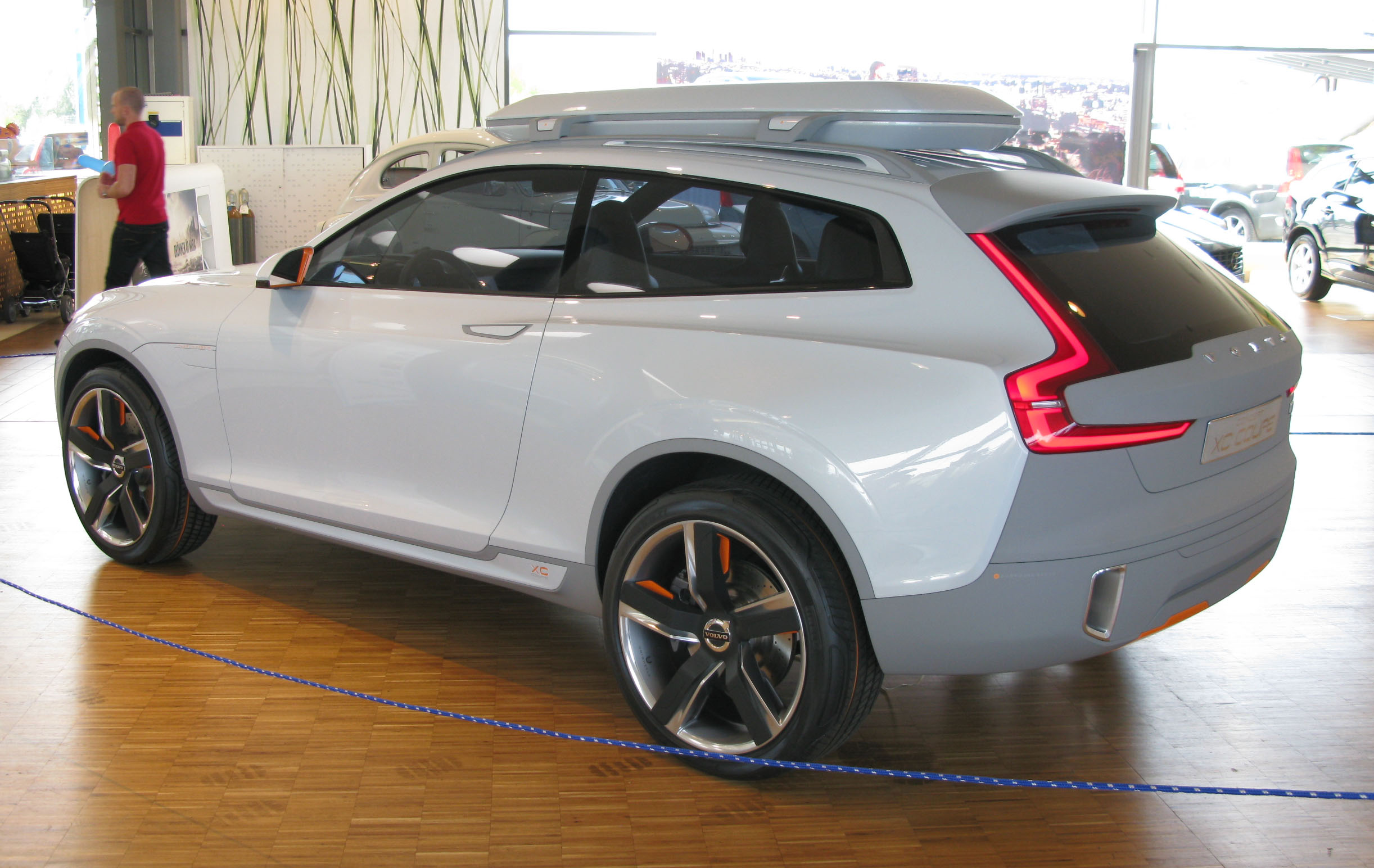
Volvo XC Concept Coupé, 2013/2014
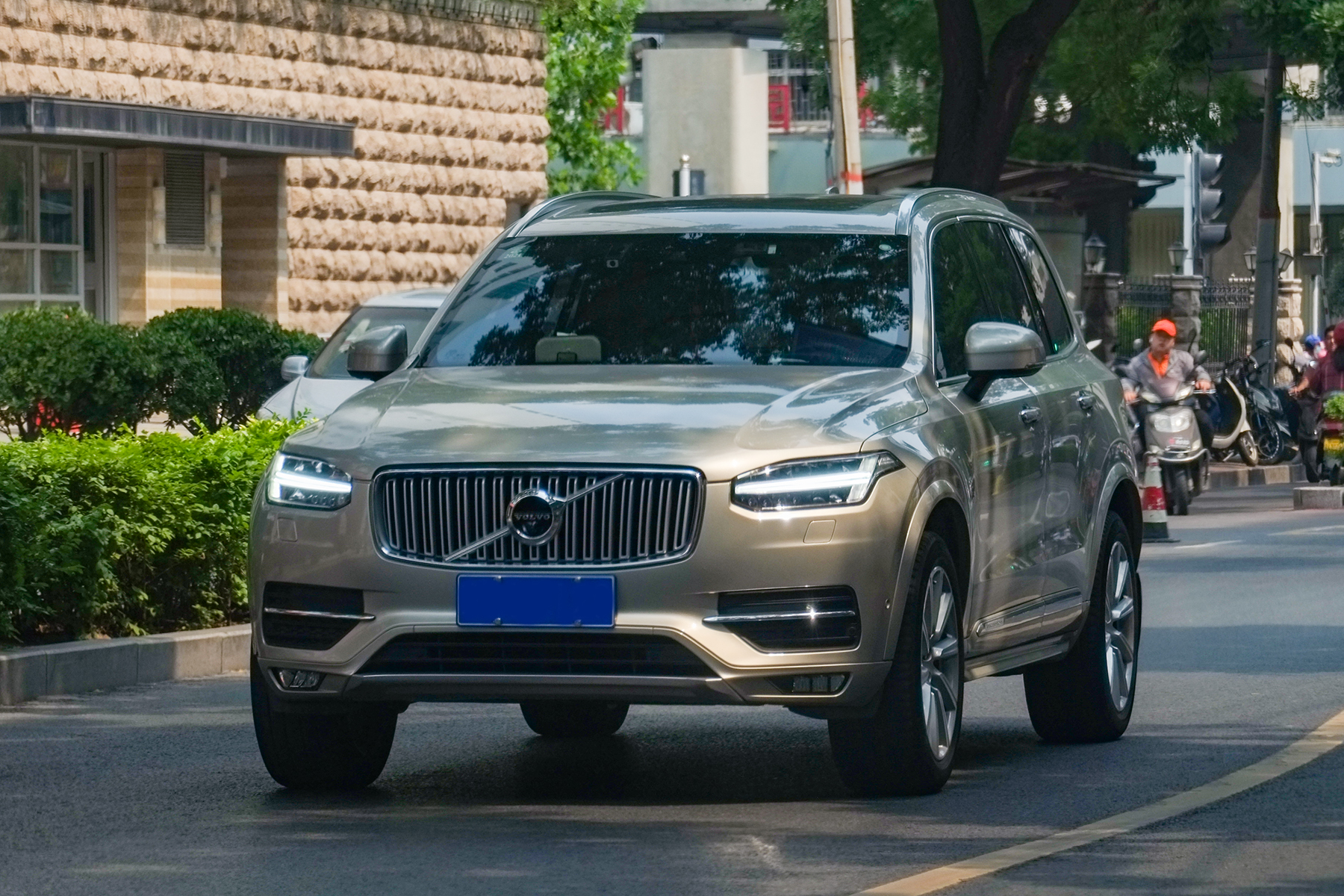
Volvo XC90, seit 2015
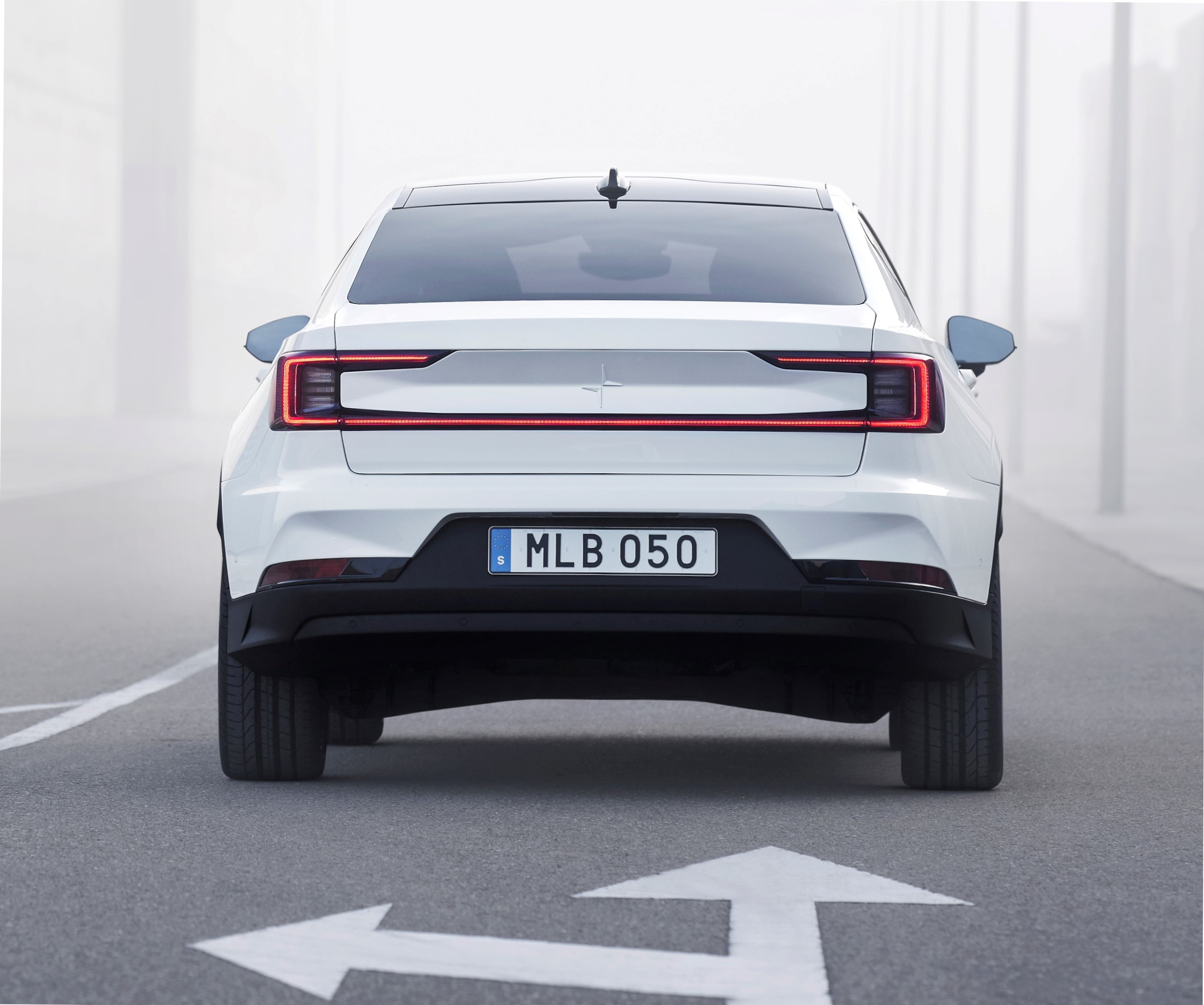
Polestar 2 seit 2020, Heckansicht
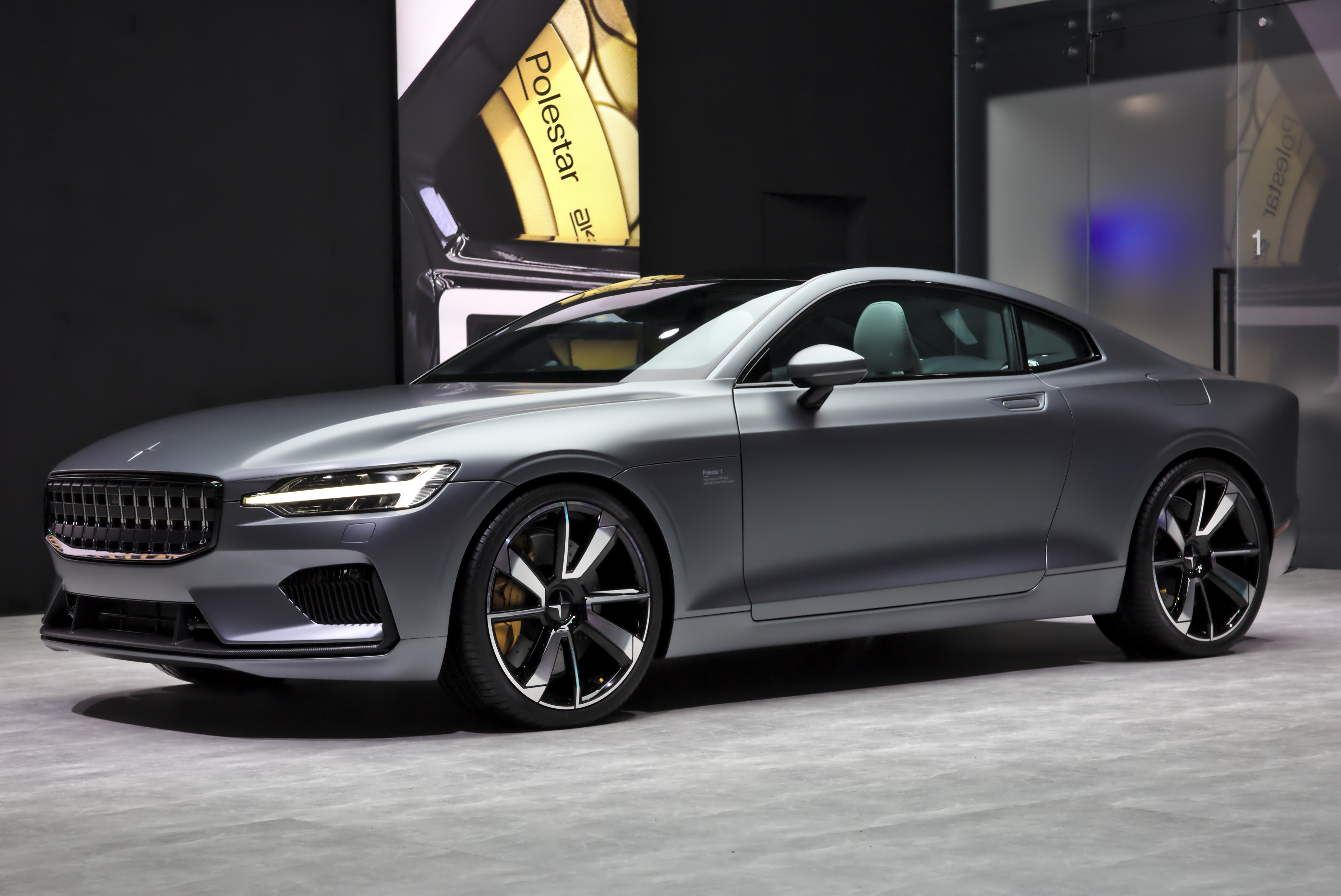
Polestar 1, Genf, 2018
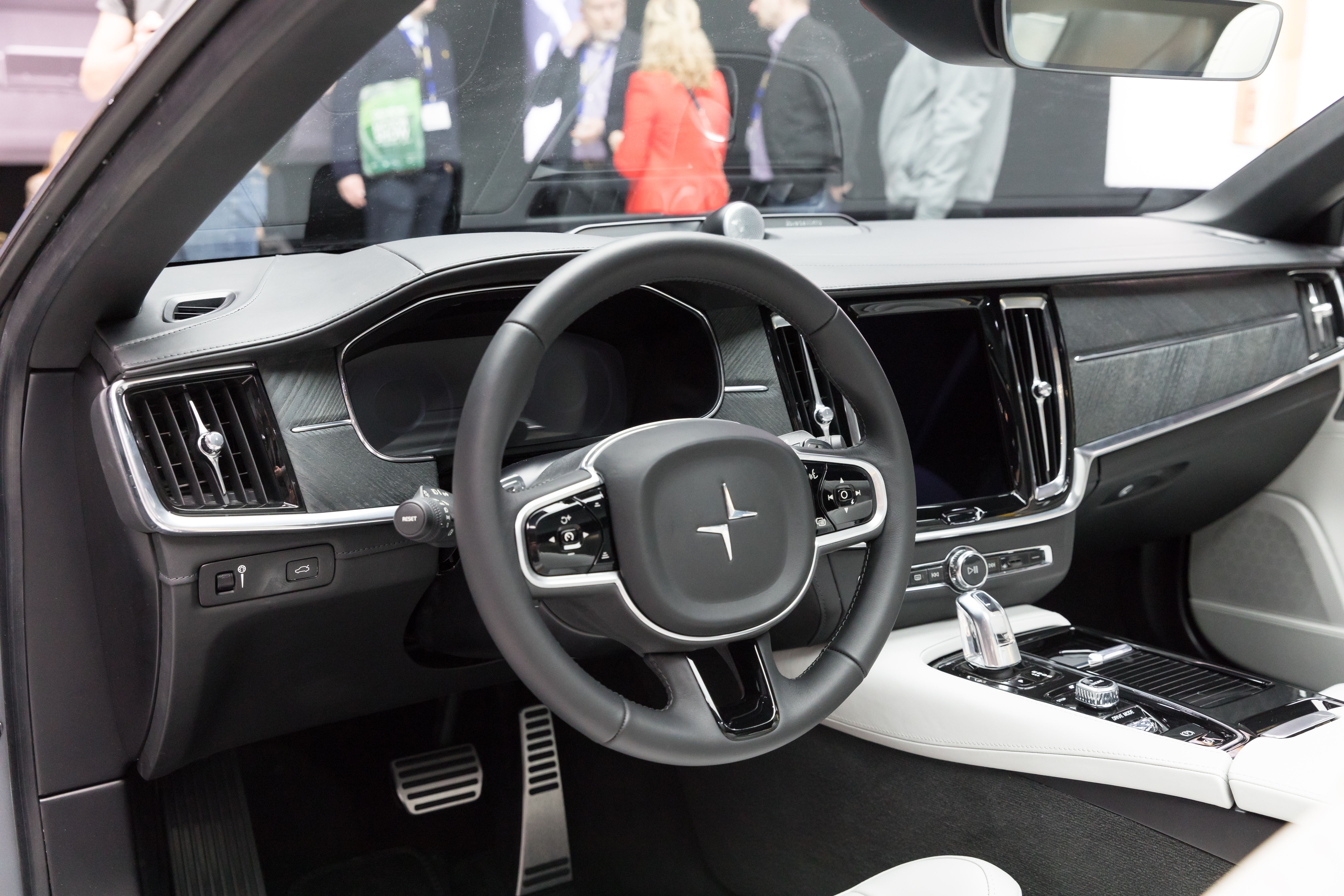
Polestar 1, Armaturentafel
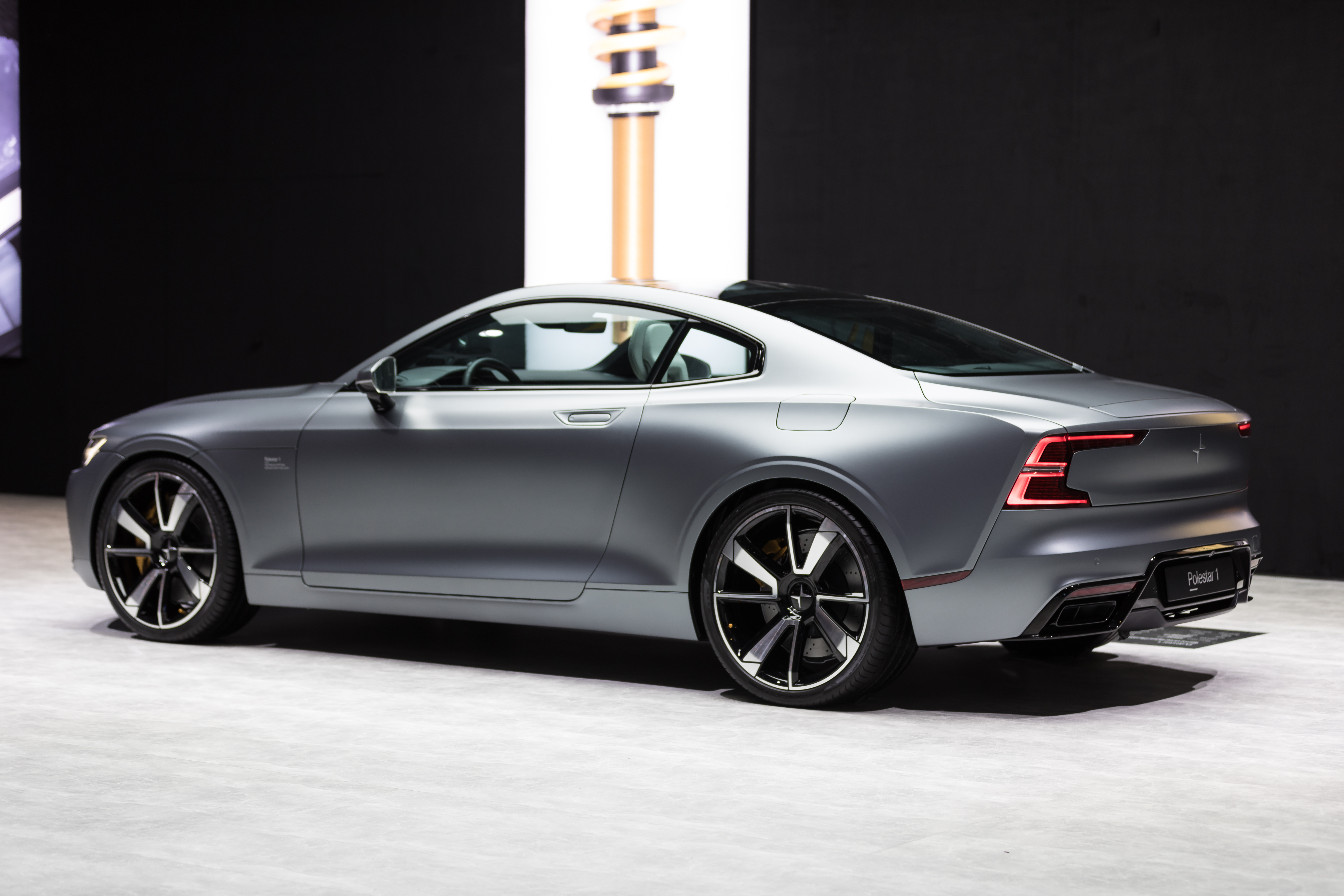
Polestar 1, Heckseitenansicht